# Bois-Sainte-Marie
Bois-Sainte-Marie é uma comuna francesa na região administrativa de Borgonha-Franco-Condado, no departamento Saône-et-Loire. Estende-se por uma área de 2,68 km². Em 2010 a comuna tinha 195 habitantes (densidade: 72,8 hab./km²).